# Cudowna niedziela
Cudowna niedziela (jap. 素晴らしき日曜日 Subarashiki nichiyōbi) – japoński melodramat z 1947 roku. Zdjęcia zrealizowano w Tokio.

## Fabuła
Były żołnierz, Yūzō, oraz jego narzeczona, Masako, postanawiają spędzić razem niedzielę, a przy okazji dobrze się zabawić. Mają jednak lekki problem – po pierwsze nie mają wiele pieniędzy, po drugie – pogoda nie za bardzo sprzyja miłemu odpoczynkowi. Mimo tych przeciwności losu postanawiają się jednak przespacerować. Podczas pobytu na dworze przeżyją kilka drobnych przygód, głównie dzięki Yūzō, który będzie chciał jak najbardziej umilić ten dzień.

## Obsada
- Isao Numasaki jako Yuzo
- Chieko Nakakita jako Masako
- Atsushi Watanabe jako Yamamoto
- Zeko Nakamura jako właściciel ciastkarni
- Toppa Utsumi jako uliczny fotograf
- Ichirō Sugai jako Yamiya
- Masao Shimizu jako manager dyskoteki
- Tokuji Kobayashi jako recepcjonista
- Shirō Mizutani jako podrzutek

oraz
- Sachio Sakai jako sprzedawca biletów